# Karl Amoussou
Pour les articles homonymes, voir Amoussou.
Karl Amoussou, né le 21 novembre 1985 à Draguignan, est un pratiquant professionnel franco-allemand d'arts martiaux mixtes (MMA). Amoussou se distingue par un style très agressif, aérien et spectaculaire. Il est connu pour ses face-à-face très intenses et pour la pression constante qu'il impose à ses adversaires.
En juillet 2012, il remporte le tournoi des poids mi-moyens organisé par le Bellator MMA.
Le 18 février 2017, il gagne la ceinture des poids mi-moyens du Cage Warriors. Le 30 octobre 2021, il remporte la ceinture de champion du monde Hexagone MMA dans cette même catégorie.

## Biographie

### Jeunesse
Amoussou naît le 21 novembre 1985, d'une mère allemande et d'un père béninois.

### Carrière
Après un début de carrière marqué par des victoires expéditives et spectaculaires (5 combats remportés dans les 35 premières secondes), il est repéré par le M1 où il fait ses débuts en infligeant un KO spectaculaire par high kick, sur l'élève de Fedor Emelianenko et champion du monde de Sambo Dimitri Samoilov.
Amoussou signe alors un contrat avec le Strikeforce et affronte le vétéran de l'UFC Trevor Prangley ; à 45 secondes de la fin du 1er round, Amoussou reçoit un doigt dans l'œil, l'empêchant de poursuivre l'affrontement qui se solde alors par un match nul.
Psycho combat alors au Dream face à Kazuhiro Nakamura (légende du Pride) et est vaincu par décision.
À la suite de sa défaite il est remercié par le Strikeforce et tente sa chance aux auditions de The Ultimate Fighter (TUF) à Las Vegas ; malheureusement sa catégorie de poids n'est finalement pas retenue.
À la suite de cet échec, le Bellator le contacte et le recrute.
Pour ses débuts un mois après une victoire en France au Pancrace Fighting Championship sur Nathan Schouteren, il affronte Sam Alvey, qu'il coupe avec une vingtaine de coups de coude au visage, offrant une prestation très sanglante. Malgré une nette domination pendant trois rounds, Amoussou est donné perdant à deux juges contre un ; beaucoup crieront au vol et au scandale mais en vain.
Le 26 novembre 2011, Karl revient en force au Bellator et s'adjuge une victoire par TKO en 2 minutes 20 face à l'Américain Jesus Martinez dans sa nouvelle catégorie de poids des welter-weights. En juillet 2012, il remporte le tournoi des poids mi-moyens organisé par le Bellator MMA
Karl est entraîné par Jean-Marie Merchet à Haute Tension ainsi que par son grand frère Bertrand Amoussou, quatre fois champion du monde de ju-jitsu fighting, multiple champion de France de Judo, médaillé européen, seul français victorieux au Pride et expert en grappling. Pour son combat contre Ben Askren en janvier 2013, il part s’entraîner à l'American Top Team (ATT). Néanmoins son frère Bertrand reste son entraîneur pendant les rencontres.
Grâce à sa carrière, il signe un contrat avec Adidas le 9 janvier 2013 ; il devient le premier Français sponsorisé par une grande marque en MMA.
Le 18 février 2017, il gagne la ceinture des poids mi-moyens du Cage Warriors. Le 30 octobre 2021, il remporte la ceinture de champion du monde Hexagone MMA dans cette même catégorie. 
Le 25 juin 2022, il perd par TKO sur arrêt du médecin à la fin du premier round face à Abdoul Abdouraguimov lors de l'ARES Fighting Championship 7.
Le 8 décembre 2022, il perd par décision unanime contre Mickael Lebout, lors de l'ARES Fight Championship 10.

## Palmarès en arts martiaux mixtes
| 40 combats           | 27 victoires | 11 défaites |
| Par KO               | 8            | 4           |
| Par soumission       | 14           | 0           |
| Sur décision         | 4            | 7           |
| Par disqualification | 1            | 0           |
| Égalités             | 2            | 2           |

| Record  | Résultat | Adversaire                    | Compétition                                      | Date              | Round | Temps | Méthode                                | Lieu                                  |
| ------- | -------- | ----------------------------- | ------------------------------------------------ | ----------------- | ----- | ----- | -------------------------------------- | ------------------------------------- |
| 27-11-2 | Défaite  | Mickael Lebout                | Ares FC 10 - Ares Fighting Championship 10       | 8 décembre 2022   | 3     | 5:00  | Décision unanime                       | Paris, France                         |
| 27-10-2 | Défaite  | Abdoul Abdouraguimov          | Ares FC 7 - Ares Fighting Championship 7         | 25 juin 2022      | 1     | 5:00  | TKO (arrêt du médecin)                 | Paris, France                         |
| 27-9-2  | Victoire | Andre Ricardo Chaves Santos   | HMMA 2 - Hexagone MMA                            | 30 octobre 2021   | 1     | 4:31  | Soumission (verrou du talon d'Achille) | Paris, France                         |
| 26-9-2  | Victoire | Vitold Jagelo                 | HMMA 1 - Hexagone MMA                            | 9 juillet 2021    | 1     | 5:00  | Disqualification                       | Paris, France                         |
| 25-9-2  | Victoire | Zoran Dod                     | Soko FC - Soko Fighting Championship 1           | 29 mai 2021       | 1     | 2:50  | TKO (genoux)                           | Dudelange, Luxembourg                 |
| 24-9-2  | Défaite  | Rodrigo Cavalheiro Correia    | Brave CF 13 - European Evolution                 | 9 juin 2018       | 2     | 1:08  | KO (poing)                             | Belfast, Irlande du Nord              |
| 24-8-2  | Défaite  | Dominique Steele              | Cage Warriors Fighting Championship 89           | 25 novembre 2017  | 3     | 5     | Décision unanime                       | Anvers, Belgique                      |
| 24-7-2  | Victoire | Matt Inman                    | CWFC 80 - Cage Warriors Fighting Championship 80 | 18 février 2017   | 1     | 3:13  | KO (poings)                            | Londres, Angleterre, Royaume-Uni      |
| 23-7-2  | Victoire | Juho Valamaa                  | Euro FC 1 - The New Era                          | 1er octobre 2016  | 1     | 3:44  | KO (poing)                             | Espoo, Finlande                       |
| 22-7-2  | Victoire | Giovanni Melillo              | Venator FC 3 - Palhares vs. Meek                 | 21 mai 2016       | 1     | 4:51  | TKO (coup de tête et poings)           | Milan, Italie                         |
| 21-7-2  | Victoire | Hakon Foss                    | Venator FC 2 - Schiavolin vs. Barnatt            | 12 décembre 2015  | 1     | 0:52  | Soumission (crochet du talon)          | Rimini, Italie                        |
| 20-7-2  | Victoire | Abdulmajid Magomedov          | Abu Dhabi Warriors 3                             | 3 octobre 2015    | 1     | 3:43  | Soumission (clé de bras)               | Abou Dabi, Émirats arabes unis        |
| 19-7-2  | Victoire | Florent Betorangal            | WWFC - Cage Encounter 4                          | 19 septembre 2015 | 1     | 3:03  | Soumission (crochet du talon)          | Paris, France                         |
| 18-7-2  | Victoire | Felipe Salvador Nsue Ayiugono | Fightor 1 - Lister vs. Knaap                     | 17 janvier 2015   | 3     | 3:26  | Soumission (clé de bras)               | Charleroi, Belgique                   |
| 17-7-2  | Défaite  | Fernando Gonzalez             | Bellator 122                                     | 25 juillet 2014   | 3     | 5     | Décision unanime                       | Temecula, Californie, États-Unis      |
| 17-6-2  | Victoire | David Gomez                   | Bellator 117                                     | 18 avril 2014     | 3     | 5     | Décision partagée                      | Council Bluffs, Iowa, États-Unis      |
| 16-6-2  | Défaite  | Paul Bradley                  | Bellator 104                                     | 18 octobre 2013   | 3     | 5     | Décision unanime                       | Cedar Rapids, Iowa, États-Unis        |
| 16-5-2  | Défaite  | Ben Askren                    | Bellator 86                                      | 26 janvier 2013   | 3     | 5     | Arrêt du docteur                       | Thackerville, Oklahoma, États-Unis    |
| 16-4-2  | Victoire | Bryan Baker                   | Bellator 72                                      | 20 juillet 2012   | 1     | 0:56  | Soumission                             | Tampa, Floride, États-Unis            |
| 15-4-2  | Victoire | Daviv Rickels                 | Bellator 69                                      | 18 mai 2012       | 3     | 5     | Décision                               | Lake Charles, Louisiane, États-Unis   |
| 14-4-2  | Victoire | Chris Lozano                  | Bellator 63                                      | 10 avril 2012     | 1     | 2:05  | Soumission                             | Uncasville, Connecticut, États-Unis   |
| 13-4-2  | Victoire | Jesus Martinez                | Bellator 59                                      | 26 novembre 2011  | 1     | 2:20  | TKO                                    | Atlantic City, New Jersey, États-Unis |
| 12-4-2  | Défaite  | Sam Alvey                     | Bellator Fighting Championships 45               | 21 mai 2011       | 3     | 5     | Décision                               | Lake Charles, Louisiane, États-Unis   |
| 12-3-2  | Victoire | Nathan Schouteren             | Pancrace Fighting Championships 3                | 2 avril 2011      | 2     | 5     | Décision                               | Marseille, France                     |
| 11-3-2  | Défaite  | Kazuhiro Nakamura             | DREAM.15                                         | 10 juillet 2010   | 2     | 5:00  | Décision                               | Saitama, Japon                        |
| 11-2-2  | Égalité  | Trevor Prangley               | ShoMMA 6: Kaufman vs. Hashi                      | 26 février 2010   | 1     | 4:14  | Égalité                                | San José, Californie                  |
| 11-2-1  | Victoire | John Doyle                    | M-1 Global: Breakthrough                         | 28 août 2009      | 1     | 3:15  | Soumission                             | Kansas City, Missouri                 |
| 10-2-1  | Victoire | Kazuhiro Hamanaka             | M-1 Challenge 14 - Japan                         | 29 avril 2009     | 1     | 0:23  | KO                                     | Tokyo, Japon                          |
| 9-2-1   | Victoire | Gregory Babene                | 100% Fight                                       | 10 janvier 2009   | 2     | 3:05  | Soumission                             | Paris, France                         |
| 8-2-1   | Défaite  | Lucio Linhares                | M-1 Challenge 10 - Finland                       | 26 novembre 2008  | 1     | 4:52  | TKO                                    | Helsinki, Finlande                    |
| 8-1-1   | Victoire | Min Suk Heo                   | M-1 Challenge 8 - USA                            | 29 octobre 2008   | 3     | 5:00  | Décision                               | Kansas City, Missouri                 |
| 7-1-1   | Victoire | Mike Dolce                    | M-1 Challenge 5 - Japan                          | 17 juillet 2008   | 2     | 0:41  | TKO                                    | Tokyo, Japon                          |
| 6-1-1   | Victoire | Dmitry Samoilov               | M-1 Global: Slamm                                | 2 mars 2008       | 1     | 0:18  | KO                                     | Flevoland, Pays-Bas                   |
| 5-1-1   | Défaite  | Arman Gambaryan               | M-1 Mixfight: Battle on the Neva                 | 21 juillet 2007   | 3     | 5:00  | Décision                               | Saint-Pétersbourg, Russie             |
| 5-0-1   | Victoire | Mark O'Toole                  | CWFC: Enter The Rough House 2                    | 28 avril 2007     | 1     | 2:38  | Soumission                             | Nottingham, Royaume-Uni               |
| 4-0-1   | Victoire | Alexander Yakovlev            | M-1 Global: International Mixfight               | 17 mars 2007      | 1     | 0:23  | Soumission                             | Saint-Pétersbourg, Russie             |
| 3-0-1   | Victoire | Brian Maulany                 | Kickboxing Gala Free-Fight                       | 15 octobre 2006   | 1     | N/A   | Soumission                             | Beverwijk, Pays-Bas                   |
| 2-0-1   | Victoire | Lee Chadwick                  | CWFC: Showdown                                   | 16 septembre 2006 | 1     | 0:31  | Soumission (Rear-Naked Choke)          | Sheffield, Royaume-Uni                |
| 1-0-1   | Victoire | Colin McKee                   | 2H2H: Road to Japan                              | 18 juin 2006      | 1     | 0:35  | Soumission                             | Amsterdam, Pays-Bas                   |
| 0-0-1   | Égalité  | Marcello Salazar              | Championnat d’Europe                             | 6 mai 2006        | 2     | 10:00 |                                        | Genève, Suisse                        |